# Bítovčice
Bítovčice – miejscowość i gmina (obec) w Czechach, w kraju Wysoczyna, w powiecie Igława. W 2022 roku liczyła 412 mieszkańców.
W miejscowości jest przystanek kolejowy Bítovčice.